# Ortoester
Ortoestrar är inom den organiska kemin en funktionell grupp där tre alkoxigrupper är bundna till en kolatom, det vill säga med den allmänna formeln RC(OR′)3. Ortoestrar kan betraktas som produkter av uttömmande alkylering av instabila ortokarboxylsyror och det är från dessa som namnet "ortoester" härstammar. Ett exempel på ortoester är etylortoacetat CH3C(OCH2CH3)3, vilken även heter 1,1,1-trietoxietan. Ibland används ortoestrar som skyddsgrupp för estrar. 

Generell formel för en ortoester.

## Syntes
Ortoestrar kan framställas genom Pinner-reaktionen, där nitriler reagerar med alkoholer i närvaro av en ekvivalent väteklorid. Reaktionen fortskrider genom bildning av imidoesterhydroklorid:
RCN + R′OH +  HCl → [RC(OR′)=NH2]+Cl−
När den står i närvaro av överskott av alkohol, omvandlas denna mellanprodukt till ortoestern:
[RC(OR′)=NH2]+Cl− +  2 R′OH → RC(OR′)3 + NH4Cl
Reaktionen kräver vattenfria betingelser.
En mindre vanlig metod användes dock först för att framställda ortoestrar genom reaktion av 1,1,1-trikloralkaner med natriumalkoxid:
RCCl3 +  3 NaOR′ → RC(OR′)3 + 3 NaCl

## Reaktioner

### Hydrolys
Ortoestrar hydrolyseras lätt i mild vattenhaltig syra för att bilda estrar:
RC(OR′)3 + H2O → RCO2R′ + 2 R′OH
Till exempel kan trimetylortoformiat CH(OCH3 )3 hydrolyseras (under sura betingelser) till metylformiat och metanol och kan ytterligare hydrolyseras (under alkaliska förhållanden) till salter av myrsyra och metanol.

### Johnson-Claisen-omlagring
Johnson–Claisen-omlagringen är reaktionen av allylalkohol med en ortoester som innehåller ett deprotonerbart alfakol (till exempel trietylortoacetat ) för att ge en γ,δ-omättad ester.

### Bodroux-Chichibabin-aldehhydsyntes
I Bodroux-Chichibabin-aldehydsyntesen reagerar en ortoester med ett Grignardreagens för att bilda en aldehyd, vilket är ett exempel på en formyleringsreaktion.

## Exempel

Hygromycin B, ett antibiotikum, är en av flera naturligt förekommande ortoestrar.

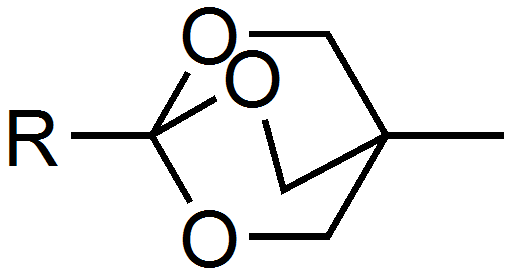
OBO: 4-metyl-2,6,7-trioxa-bicyklo[2.2.2]oktan-1-yl

Trimetylortoformiat och trietylortoacetat är reagens. Ett annat exempel är den bicykliska OBO-skyddsgruppen (4-metyl-2,6,7-trioxa-bicyklo[2.2.2] oktan-1-yl) som bildas genom verkan av (3-metyloxetan-3-yl)metanol på aktiverade karboxylsyror i närvaro av Lewissyra. Gruppen är basstabil och kan klyvas i två steg under milda förhållanden, milt sur hydrolys ger estern av tris(hydroximetyl)etan som sedan klyvs med till exempel en vattenhaltig karbonatlösning.